# 하르드라디 왕조
하르드라디 왕조(노르웨이어: Hardrådeætta)는 11세기에서 12세기 사이 북유럽의 강력한 왕가 또는 왕조이다. 노르웨이 국왕, 군도 왕국 국왕. 오크니 백작 등의 작위를 소유했다.
하랄 3세가 노르웨이 왕이 되었을 때를 왕가 창건 시점으로 본다. 하르드라디는 1066년 9월 25일 잉글랜드로 원정을 갔다가 스탬퍼드브리지 전투에서 사망했지만, 그 이후 그의 후손들은 영향력과 부를 꾸준히 확대했다. "하르드라디 왕조"라는 이름은 현대 역사학자들이 구분을 위해 사용한 것으로 하르드라디 왕조의 군주들 스스로 이러한 가문명을 칭하지는 않았을 것이다. 이는 노르웨이 내전기 하르드라디 왕조와 왕위를 다투었던 길리 왕조도 마찬가지다. 일부 사가 작가들은 하랄 3세가 노르웨이의 초대 왕 하랄 1세의 후손이라고 주장(하르파그리 왕가의 왕들 본인이 주장한 것이 아님)했지만, 현대 역사학자들은 이를 받아들이지 않고 있다.
12세기에 길리 왕조와 노르웨이 왕위를 두고 다투었으나(노르웨이 내전), 1184년 스베리르 왕조가 세워지며 길리 왕조와 함께 단절되었다.

## 역대 왕 목록
- 하랄 3세: 1046년–1066년
- 망누스 2세: 1066년–1069년
- 올라프 3세: 1066년–1093년
- 호콘 망누손: 1093년–1094년
- 망누스 3세: 1093년–1103년
- 올라프 망누손: 1103년–1115년
- 외위스테인 1세: 1103년–1123년
- 시구르 1세: 1103년–1130년
- 망누스 4세: 1130년–1135년
- 호콘 2세: 1157년–1162년
- 망누스 5세: 1161년–1184년